# Ivan Kukuljević Sakcinski
Ivan Kukuljević Sakcinski, hrvaški politik, zgodovinar in književnik, * 29. maj 1816 Varaždin, † 1. avgust 1889 dvorec Tuhakovec.
Njegov oče je bil kraljevi svetovalec, ki se je izkazal na ogrsko-hrvaškem parlamentu v Bratislavi. Nižjo in višješolsko izobrazbo je Kukuljević pridobil v Varaždinu in Zagrebu, nato pa je leta 1833 vstopil v vojsko. Med drugim je služil v ogrski gardi na Dunaju, od koder so ga od leta 1840 premestili k slovaškemu polku v Italijo. Domotožje ga je vleklo domov, vendar mu prošnje niso uslišali, zato je leta 1841 prekinil služenje v vojski in se vrnil na Hrvaško.
Od leta 1837 je sodeloval v ilirskem gibanju in se je uveljavil kot eden njegovih voditeljev. Med drugim je bil prvi, ki je v hrvaškem saboru spregovoril hrvaško (2. maj 1843), ko je zahteval uvedbo hrvaščine v urade in šole. Prav na njegov predlog je sabor to sprejel leta 1847.
Med revolucijo leta 1848 je bil med voditelji radikalnejše struje ilirskega gibanja, zato je bil v času Bachovega absolutizma (1851-1860) politično onemogočen in pod policijskim nadzorom. Po obnovitvi parlamentarizma je postal leta 1861 veliki župan Zagreba in je opustil radikalno politiko. Po sklenitvi nagodbe (1867) je bil zamenjan in se je umaknil iz politike.

## Književno delo Kukuljeviča
Sakcinski je bil tudi pisec vrste narodnih budnic in zgodovinskih pesnitev, kot zgodovinar pa je bil eden utemeljiteljev hrvaškega zgodovinopisja. Bil je tudi častni član JAZU. Njegov priljubljen rek je bil, »V omiki je sreča in prihodnost«, zvest temu načelu je nad petdeset let, do svoje smrti bil literarno delaven. Na samem začetku dobe ilirizma je v letu 1837 objavil nekaj lirskih pesmi v Danici, leta 1838 je dal tiskati Jurana in Sofijo, ki je bila junaška drama in prva v Zagrebu predstavljena v hrvaškem jeziku. Smatral je da mora gledališče buditi plemenita čustva in narodno zavest. Prav zato je že leta 1843 izdal zgodovinsko dramo Stjepko Šubić, med letoma 1842 in 1847 je objavil razna dela v štirih zbirkah, v katerih je tudi veliko narodnih pesmi, ki jih je nabral med Hrvati. Da bi rojake opozoril na staro dubrovniško literaturo je že leta 1843 z lastnimi sredstvi izdal Menčetićevo Trubljo slovinsko. Napisal je več zgodovinskih monografij, zanimal se je še posebno za hrvaško državno pravo in izdal dela Jura regni Croatiae, Dalmatiae et Slavoniae, Monumenta Slavorum meridionalium in Codex diplomaticus regni Croatiae v dveh knjigah. Zelo se je zanimal za umetniško delovanje na Hrvaškem in njeni okolici. Med drugim je napisal tudi delo Življenje Matevža Langusa, slikarja slovenskega, izdal je 5 zvezkov Slovnika umjetnikah jugoslovenskih in zvezek Bibliografije jugoslovenske. Njegovo zadnje delo Sbirka napisa na spomenicih po Hrvatskoj i Slavoniji je izšlo neposredno pred njegovo smrtjo leta 1889.
Ukvarjal se je tudi s prekmursko književnostjo, kot z Nouvim Zákonom Štefana Küzmiča.
1. 1 2  Brockhaus Enzyklopädie
2. ↑  Hrvatski biografski leksikon — 1983.
3. ↑  http://tnk.krakow.pl/czlonkowie/kukuljevic-sakcinski-ivan/
4. ↑  Кукулевич-Сакцинский Иван // Большая советская энциклопедия: [в 30 т.] — 3-е изд. — Moskva: Советская энциклопедия, 1969.
5. ↑  data.bnf.fr: platforma za odprte podatke — 2011.